# 库尔特·伦德奎斯特
库尔特·伦德奎斯特（瑞典語：Kurt Lundquist，1925年11月27日—2011年7月12日），瑞典男子田径运动员，主攻400米赛跑。他曾代表瑞典参加1948年夏季奥林匹克运动会田径比赛，获得男子4×400米接力铜牌。